# Bailey Bach

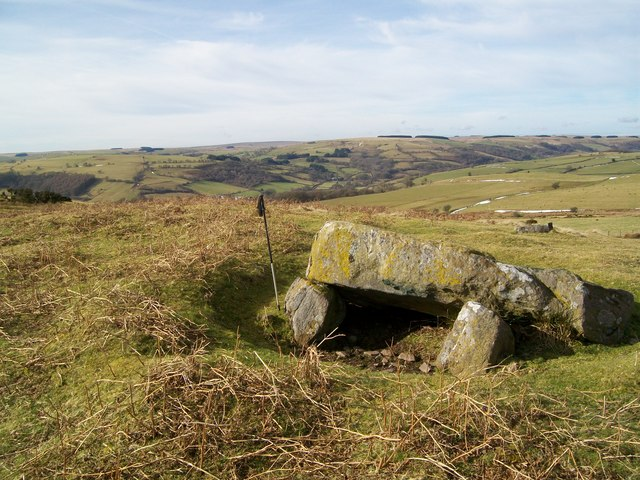
Bailey Bach

Bailey Bach (auch Baily Bach) bei Baily Brith und Merthyr Cynog, östlich der Straße B4520 in Powys (Brecknockshire) in Wales ist ein zumindest teilweise natürlicher ovaler Tumulus mit Resten einer Steinkiste oder eines Kammergrabes (englisch chambered tomb), nördlich des Bannau-Brycheiniog-Nationalparks.
Der Deckstein misst etwa 2,9 × 1,45 m und ist 0,5 m dick. Er liegt schräg auf zwei quaderförmigen Tragsteinen von etwa 0,4 m Seitenlänge und dem Langhügel von etwa 42,0 × 14,0 m und bildet unter sich eine Kammer von etwa 1,5 × 1,0 m.